# Säg mig hans namn igen
Säg mig hans namn igen är en psalm med text och musik skriven 1959 av Audrey Mieir. Texten översattes till svenska 1963 av Svante Widén.

## Publicerad i
- Segertoner 1988 som nr 368 under rubriken "Fader, son och ande - Jesus, vår Herre och broder".[1]